# Clara Espar
Clara Espar Llaquet (Barcelona, 29 de septiembre de 1994) es una waterpolista española que juega en el CE Mediterrani de la División de Honor femenina y en la selección española. Consiguió la medalla de plata en los Juegos Olímpicos de Tokio 2020.
Es hermana de la también jugadora internacional Anni Espar y su padre es el entrenador de balonmano Xesco Espar.

## Trayectoria
Participó en los Juegos Olímpicos de Río de Janeiro 2016.
Consiguió la medalla de plata en Campeonato Mundial de Budapest 2017 y en el de Gwangju 2019. Fue medalla de bronce en el Campeonato Europeo de Barcelona 2018 y oro en el de Budapest 2020.
Participó igualmente en la XVIII edición de los Juegos Mediterráneos de 2018 consiguiendo la medalla de oro en la competición de waterpolo femenino.

## Palmarés
Selección española absoluta
- Medalla de bronce en la Copa Mundial de waterpolo 2014
- 7.ª clasificada en el Campeonato Mundial de Kazán 2015
- 4.ª clasificada en el Campeonato Europeo de Belgrado 2016
- Medalla de plata en la Superfinal de la Liga Mundial de waterpolo 2016
- 5.ª clasificada en los Juegos Olímpicos de Río de Janeiro 2016
- Medalla de plata en el Campeonato Mundial de Budapest 2017
- Medalla de bronce en el Campeonato Europeo de Barcelona 2018
- Medalla de oro en los Juegos Mediterráneos de Tarragona 2018
- Medalla de plata en el Campeonato Mundial de Gwangju 2019
- Medalla de oro en el Campeonato Europeo de Budapest 2020
- Medalla de plata en los Juegos Olímpicos de Tokio 2020

Clubes
C.N. Sabadell
- Copa de Europa (2): 2011[15] y 2016.[16]
- Supercopa de Europa (1): 2016.[17]
- División de Honor (5): 2011, 2012, 2013, 2016 y 2017.
- Copa de la Reina (3): 2010, 2011 y 2017.
- Supercopa de España (4): 2009, 2010, 2015 y 2016.